# Gran Premio motociclistico di Finlandia 1976
Il Gran Premio motociclistico di Finlandia fu il nono appuntamento del motomondiale 1976.
Si svolse il 1º agosto 1976 a Imatra alla presenza di 40.000 spettatori, e corsero tutte le classi tranne i sidecar.
In 500, assente Barry Sheene, andò in testa Pat Hennen: lo statunitense concluse la gara al primo posto (nonostante problemi al freno posteriore), primo pilota degli USA a vincere una gara del Motomondiale.
Doppietta per Walter Villa in 250 e 350: nella quarto di litro il "Reverendo" vinse dopo una pessima partenza, mentre in 350 il modenese ebbe a fronteggiare la concorrenza della Morbidelli di Dieter Braun.
Doppio ritiro per Ángel Nieto in 50 e 125: nella ottavo di litro vinse Pier Paolo Bianchi, mentre in 50 (gara caratterizzata da un improvviso acquazzone) vinse il belga Juliaan Vanzeebroeck.

## Classe 500
21 piloti alla partenza, 15 al traguardo.

### Arrivati al traguardo
| Pos | Pilota            | Moto   | Tempo     | Punti |
| --- | ----------------- | ------ | --------- | ----- |
| 1   | Pat Hennen        | Suzuki | 48' 27"   | 15    |
| 2   | Teuvo Länsivuori  | Suzuki | +23"      | 12    |
| 3   | Philippe Coulon   | Suzuki | +33" 4    | 10    |
| 4   | John Newbold      | Suzuki | +33" 8    | 8     |
| 5   | Marco Lucchinelli | Suzuki | +34" 5    | 6     |
| 6   | Dieter Braun      | Suzuki | +50" 8    | 5     |
| 7   | Jack Findlay      | Suzuki | +1' 13" 5 | 4     |
| 8   | Christian Estrosi | Suzuki | +1' 58" 6 | 3     |
| 9   | Pekka Nurmi       | Yamaha | +1 giro   | 2     |
| 10  | Karl Auer         | Yamaha | +1 giro   | 1     |
| 11  | Bernard Fau       | Yamaha | +1 giro   |       |
| 12  | Rob Bron          | Yamaha | +1 giro   |       |
| 13  | Børge Nielsen     | Yamaha | +1 giro   |       |
| 14  | Kimmo Kopra       | Yamaha | +2 giri   |       |
| 15  | Bosse Granath     | Yamaha | +11 giri  |       |

## Classe 350
21 piloti alla partenza, 16 al traguardo.

### Arrivati al traguardo
| Pos | Pilota              | Moto            | Tempo     | Punti |
| --- | ------------------- | --------------- | --------- | ----- |
| 1   | Walter Villa        | Harley-Davidson | 47' 49" 1 | 15    |
| 2   | Dieter Braun        | Morbidelli      | +26" 2    | 12    |
| 3   | Tom Herron          | Yamaha          | +27"      | 10    |
| 4   | Chas Mortimer       | Maxton-Yamaha   | +29" 6    | 8     |
| 5   | Bruno Kneubühler    | Yamaha          | +39"      | 6     |
| 6   | Gérard Choukroun    | Yamaha          | +39" 8    | 5     |
| 7   | Jon Ekerold         | Yamaha          | +42"      | 4     |
| 8   | Víctor Palomo       | Yamaha          | +43" 4    | 3     |
| 9   | John Dodds          | Yamaha          | +43" 8    | 2     |
| 10  | Patrick Fernandez   | Yamaha          | +57" 7    | 1     |
| 11  | Jean-François Baldé | Yamaha          | +1' 01" 5 |       |
| 12  | Olivier Chevallier  | Yamaha          | +1' 13" 6 |       |
| 13  | Marcel Ankoné       | Yamaha          | +1' 16" 9 |       |
| 14  | Karl Auer           | Yamaha          | +1' 34" 4 |       |
| 15  | Pekka Nurmi         | Yamaha          | +1' 43" 3 |       |
| 16  | Timo Marala         | Yamaha          | +1 giro   |       |

## Classe 250
21 piloti alla partenza, 15 al traguardo.

### Arrivati al traguardo
| Pos | Pilota              | Moto            | Tempo     | Punti |
| --- | ------------------- | --------------- | --------- | ----- |
| 1   | Walter Villa        | Harley-Davidson | 46' 45" 4 | 15    |
| 2   | Takazumi Katayama   | Yamaha          | +33" 9    | 12    |
| 3   | Gianfranco Bonera   | Harley-Davidson | +43" 8    | 10    |
| 4   | Pentti Korhonen     | Yamaha          | +44" 2    | 8     |
| 5   | Tom Herron          | Yamaha          | +49" 1    | 6     |
| 6   | Dieter Braun        | Yamaha          | +51" 5    | 5     |
| 7   | John Dodds          | Yamaha          | +1' 21" 8 | 4     |
| 8   | Patrick Fernandez   | Yamaha          | +1' 35" 5 | 3     |
| 9   | Jean-François Baldé | Yamaha          | +1' 43" 3 | 2     |
| 10  | Henk van Kessel     | Yamaha          | +1' 55" 5 | 1     |
| 11  | Olivier Chevallier  | Yamaha          | +1' 55" 8 |       |
| 12  | Etienne Geeraerd    | Yamaha          | +2' 19" 6 |       |
| 13  | Ken Nemoto          | Yamaha          | +1 giro   |       |
| 14  | Jon Ekerold         | Yamaha          | +1 giro   |       |
| 15  | Peter Baláž         | Yamaha          | +1 giro   |       |

## Classe 125
20 piloti alla partenza, 19 al traguardo.

### Arrivati al traguardo
| Pos | Pilota                 | Moto       | Tempo     | Punti |
| --- | ---------------------- | ---------- | --------- | ----- |
| 1   | Pier Paolo Bianchi     | Morbidelli | 46' 27" 8 | 15    |
| 2   | Gert Bender            | GB Bender  | +53" 5    | 12    |
| 3   | Henk van Kessel        | AGV-Condor | +54" 5    | 10    |
| 4   | Jean-Louis Guignabodet | Morbidelli | +1' 11" 3 | 8     |
| 5   | Paolo Pileri           | Morbidelli | +1' 17" 7 | 6     |
| 6   | Stefan Dörflinger      | Morbidelli | +1' 44" 8 | 5     |
| 7   | Anton Mang             | Morbidelli | +1' 47" 7 | 4     |
| 8   | Per-Edvard Carlson     | Morbidelli | +2' 14" 2 | 3     |
| 9   | Matti Kinnunen         | Maico      | +2' 15" 7 | 2     |
| 10  | Eugenio Lazzarini      | Morbidelli | +2' 36" 9 | 1     |
| 11  | Juliaan Vanzeebroeck   | Morbidelli | +2' 37" 3 |       |
| 12  | Hans Hallberg          | Yamaha     | +1 giro   |       |
| 13  | Xaver Tschannen        | Maico      | +1 giro   |       |
| 14  | Hans Müller            | Yamaha     | +1 giro   |       |
| 15  | Hans-Jürgen Hummel     | Yamaha     | +1 giro   |       |
| 16  | Per Zachrisson         | Yamaha     | +1 giro   |       |
| 17  | Matti Mäkilä           | Yamaha     | +1 giro   |       |
| 18  | Jaakko Koskinen        | Yamaha     | +1 giro   |       |
| 19  | Peter Frohnmeyer       | Nava-DRS   | +2 giri   |       |

## Classe 50
21 piloti alla partenza, 17 al traguardo.

### Arrivati al traguardo
| Pos | Pilota                 | Moto           | Tempo     | Punti |
| --- | ---------------------- | -------------- | --------- | ----- |
| 1   | Juliaan Vanzeebroeck   | Kreidler       | 33' 44" 2 | 15    |
| 2   | Ulrich Graf            | Kreidler       | +6" 7     | 12    |
| 3   | Eugenio Lazzarini      | UFO-Morbidelli | +32" 8    | 10    |
| 4   | Herbert Rittberger     | Kreidler       | +1' 00" 7 | 8     |
| 5   | Hans-Jürgen Hummel     | Kreidler       | +1' 30" 2 | 6     |
| 6   | Theo Timmer            | Kreidler       | +1' 33" 3 | 5     |
| 7   | Rolf Blatter           | Kreidler       | +1' 34" 9 | 4     |
| 8   | Cees van Dongen        | Kreidler       | +2' 09" 6 | 3     |
| 9   | Gerrit Strikker        | Kreidler       | +2' 14" 9 | 2     |
| 10  | Günter Schirnhofer     | Kreidler       | +2' 17" 8 | 1     |
| 11  | Juup Bosman            | Kreidler       | +2' 30" 4 | 1     |
| 12  | Aldo Pero              | Kreidler       | +2' 36" 5 |       |
| 13  | Jean-Louis Guignabodet | ABF            | +2' 39" 5 |       |
| 14  | Ingo Emmerich          | Kreidler       | +3' 03"   |       |
| 15  | Robert Lavér           | Kreidler       | +1 giro   |       |
| 16  | Pierre Audry           | ABF            | +1 giro   |       |
| 17  | Oscar Ekstrand         | Delta          | +1 giro   |       |